# Gilbertville (Iowa)
Gilbertville – miasto w Stanach Zjednoczonych, w stanie Iowa, w hrabstwie Black Hawk. W 2000 roku liczyło 767 mieszkańców.